# James Hong
Ngô Hán Chương (phồn thể: 吳漢章; giản thể: 吴汉章; tên quốc tế: James Hong; sinh ngày 22 tháng 2 năm 1929) là một diễn viên, nhà sản xuất và đạo diễn người Mỹ gốc Hoa. Ông đã tham gia trong nhiều tác phẩm điện ảnh Hoa Kỳ từ những năm 1950 đến nay trên nhiều vai trò khác nhau. Với hơn 650 tác phẩm điện ảnh và truyền hình tính đến năm 2022, ông là một trong những diễn viên gạo cội nhất mọi thời đại.
Ông được khán giả biết đến nhờ đóng vai chính trong loạt phim trinh thám Những cuộc phiêu lưu mới của Charlie Chan (1957–1958), và thường xuyên xuất hiện trên nhiều chương trình truyền hình bao gồm Hawaii Five-O (1969–1974), Bonanza (1960), Perry Mason (1962–1963), Tổ chức bóng đêm U.N.C.L.E. (1965–1966), I Spy (1965–1967) và Kung Fu (1972–1975). Ông đã xuất hiện trong nhiều bộ phim với  những vai hài hước và kịch tính, bao gồm vai quản gia Kahn trong phim Chinatown (1974) và The Two Jakes (1990), vai Hannibal Chew trong Blade Runner (1982), vai David Lo Pan trong Big Trouble in Little China (1986), vai Jeff Wong trong Wayne's World 2 (1993), vai Master Hong trong Balls of Fury (2007), vai Jerry Chen trong Đồn cảnh sát ma (2013) và Gong Gong trong Cuộc chiến đa vũ trụ (2022).
Ông cũng lồng tiếng cho Chi-Fu trong phim Hoa Mộc Lan (1998), Daolon Wong trong loạt phim hoạt hình truyền hình Những cuộc phiêu lưu của Thành Long (2002–2004), Giáo sư Chang trong Teen Titans (2003–2006), Mr. Ping trong loạt phim hoạt hình Kung Fu Panda, Zong Shi trong Trollhunters: Rise of the Titans (2021) và Mr. Gao trong Gấu đỏ biến hình (2022), bên cạnh một số vai diễn trong các trò chơi điện tử bao gồm Sleeping Dogs và Call of Duty: Black Ops II (2012).
Trước đó trong sự nghiệp của mình, Hong đã đồng sáng lập East West Players, tổ chức sân khấu đầu tiên của người Mỹ gốc Á và là nhà hát của người da màu hoạt động liên tục lâu nhất ở Hoa Kỳ nhằm tăng cường sự đại diện của người Mỹ gốc Á trong ngành công nghiệp điện ảnh. Vào ngày 10 tháng 5 năm 2022, ông đã được gắn một ngôi sao trên Đại lộ Danh vọng Hollywood vì những đóng góp của ông cho ngành điện ảnh và truyền hình Hoa Kỳ.